# Silverringen, Säters kommun

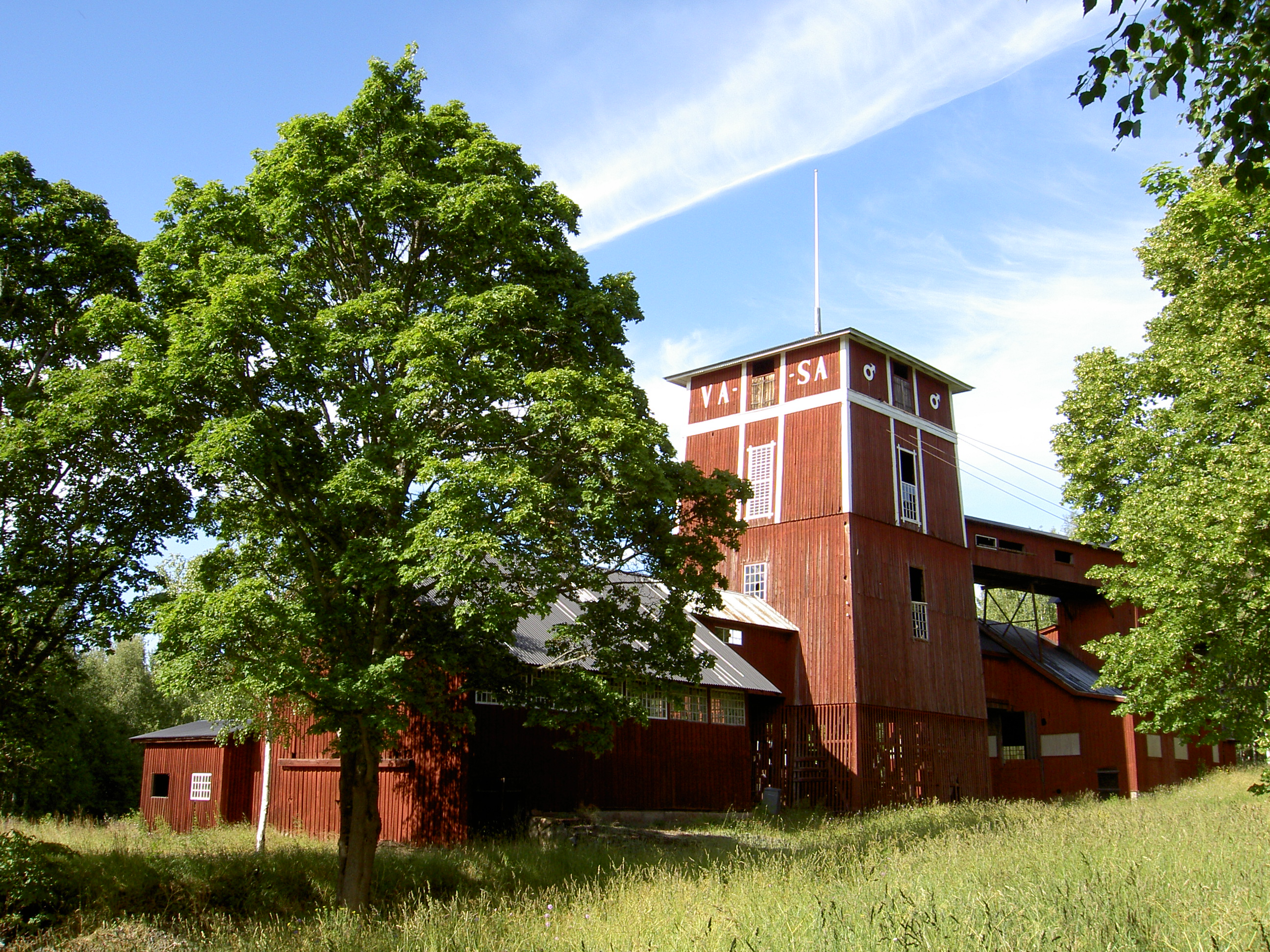
Bispbergs gruva

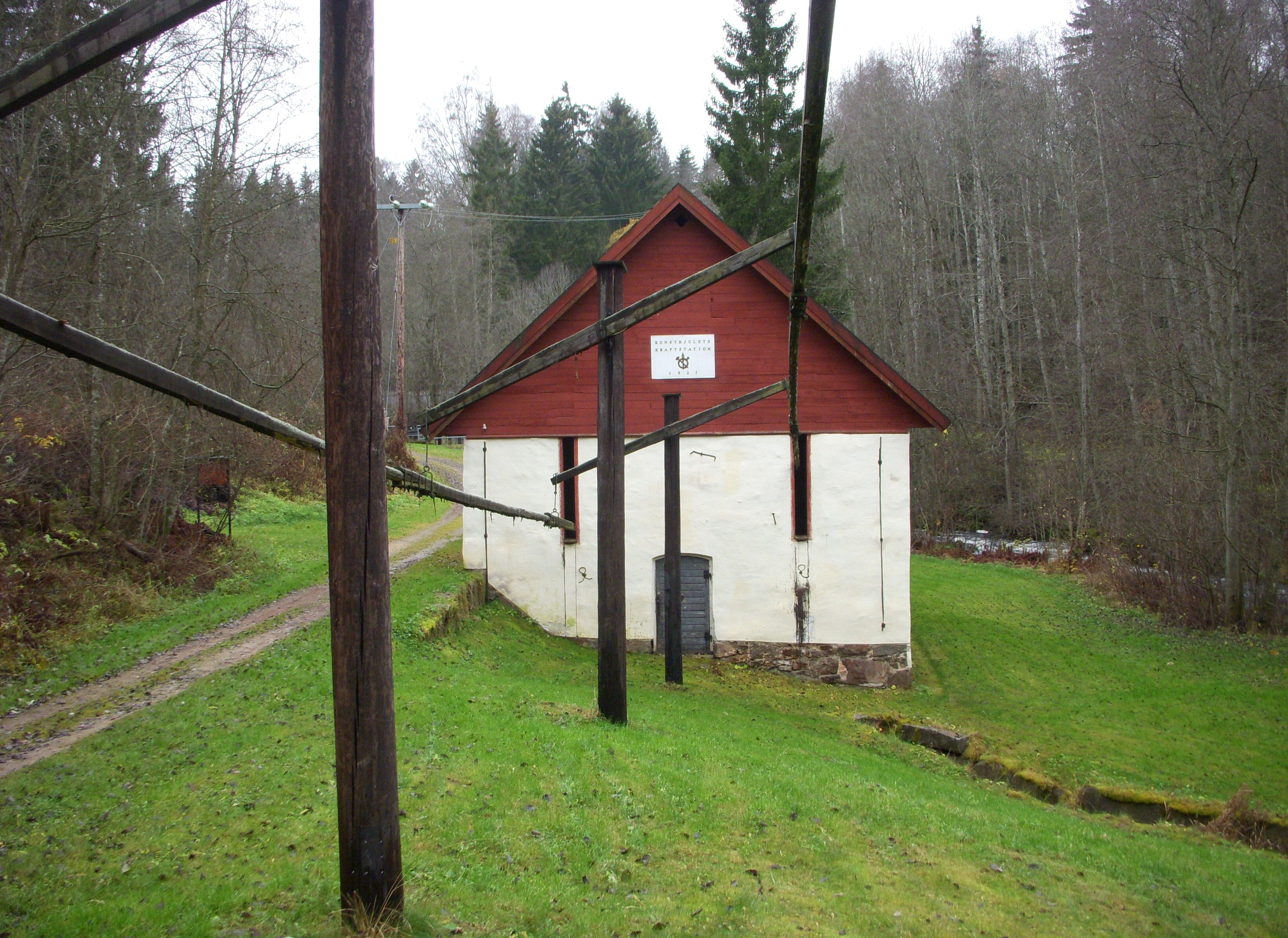
Konstgången i Sördalen

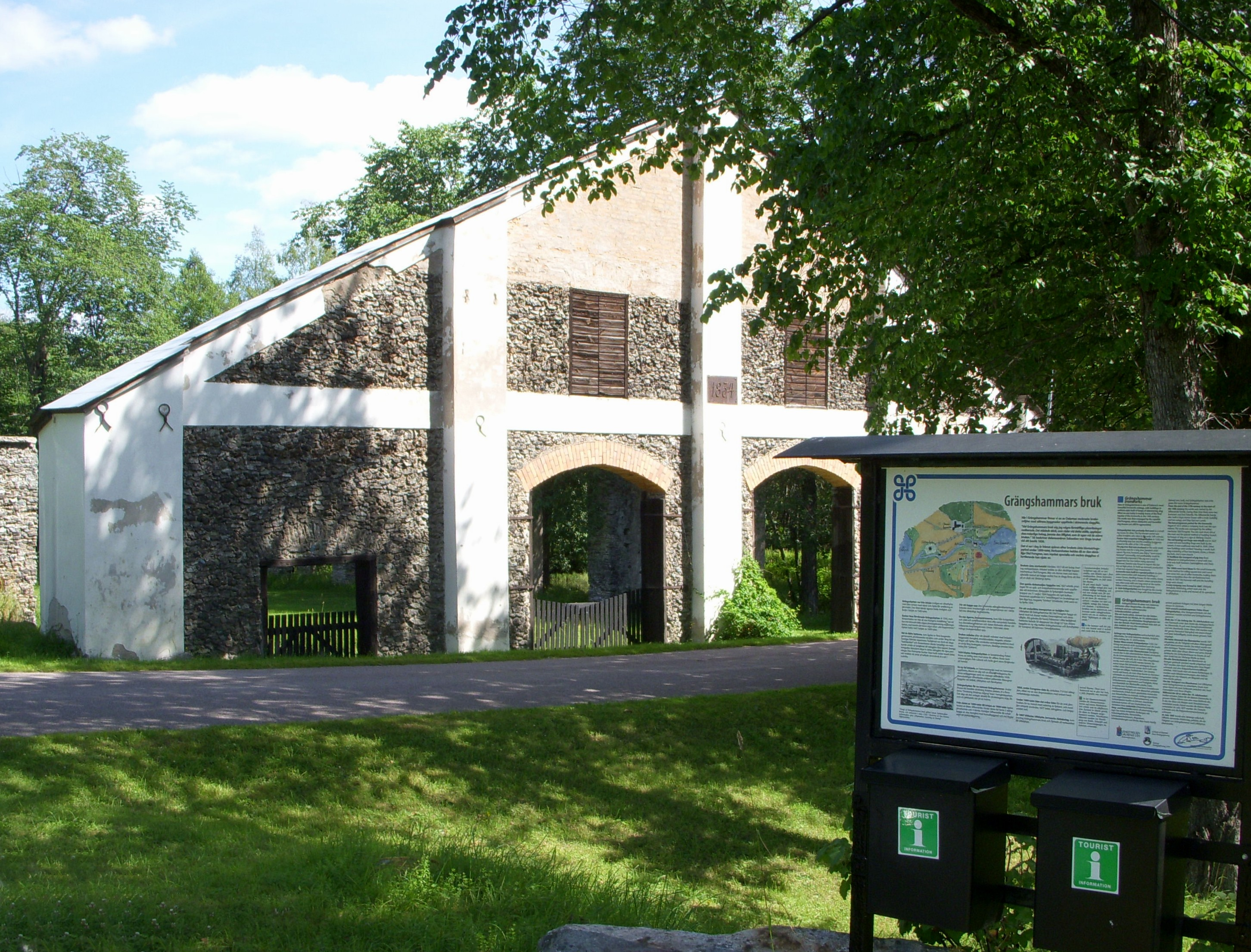
Grängshammars bruk

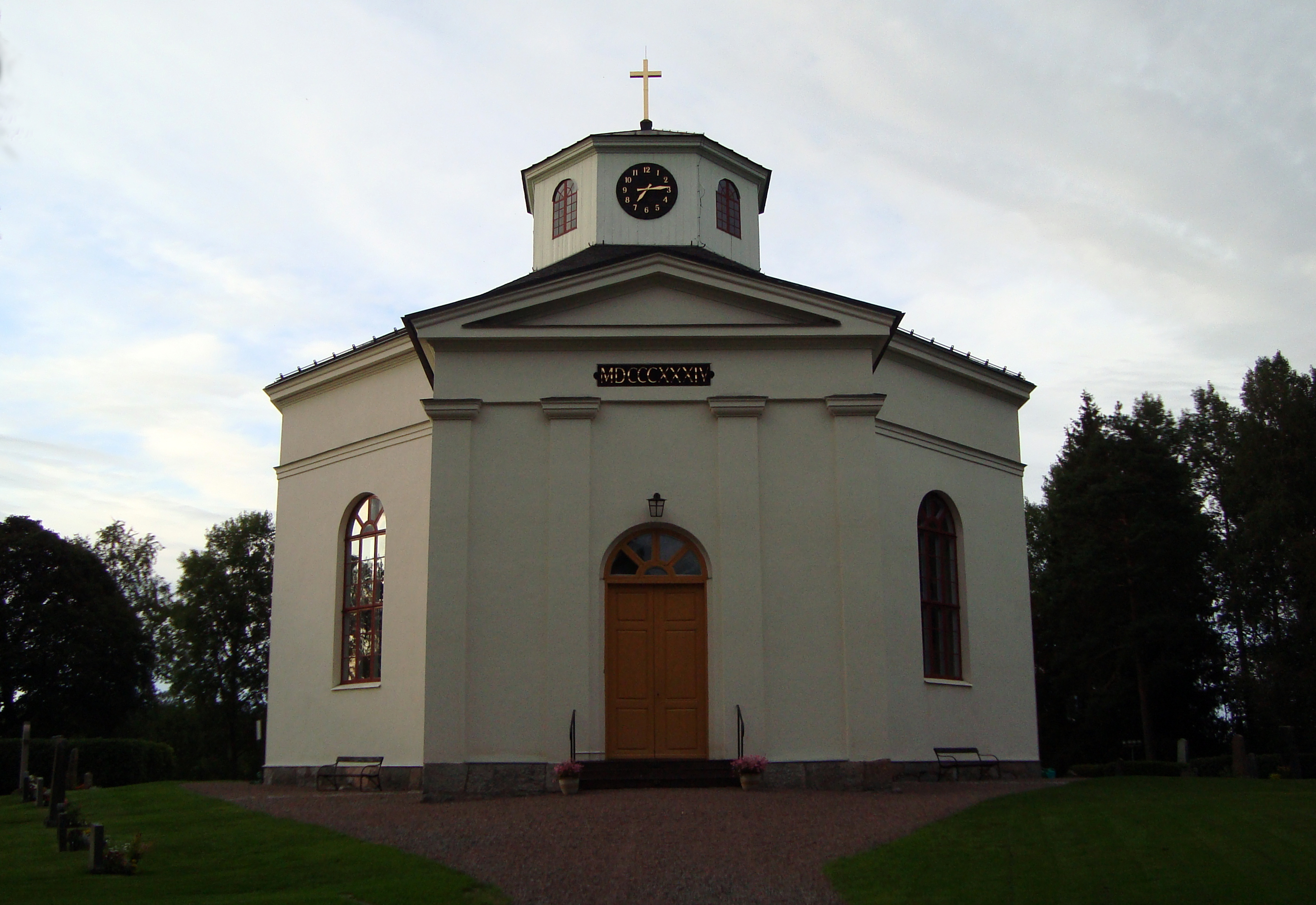
Silvbergs kyrka

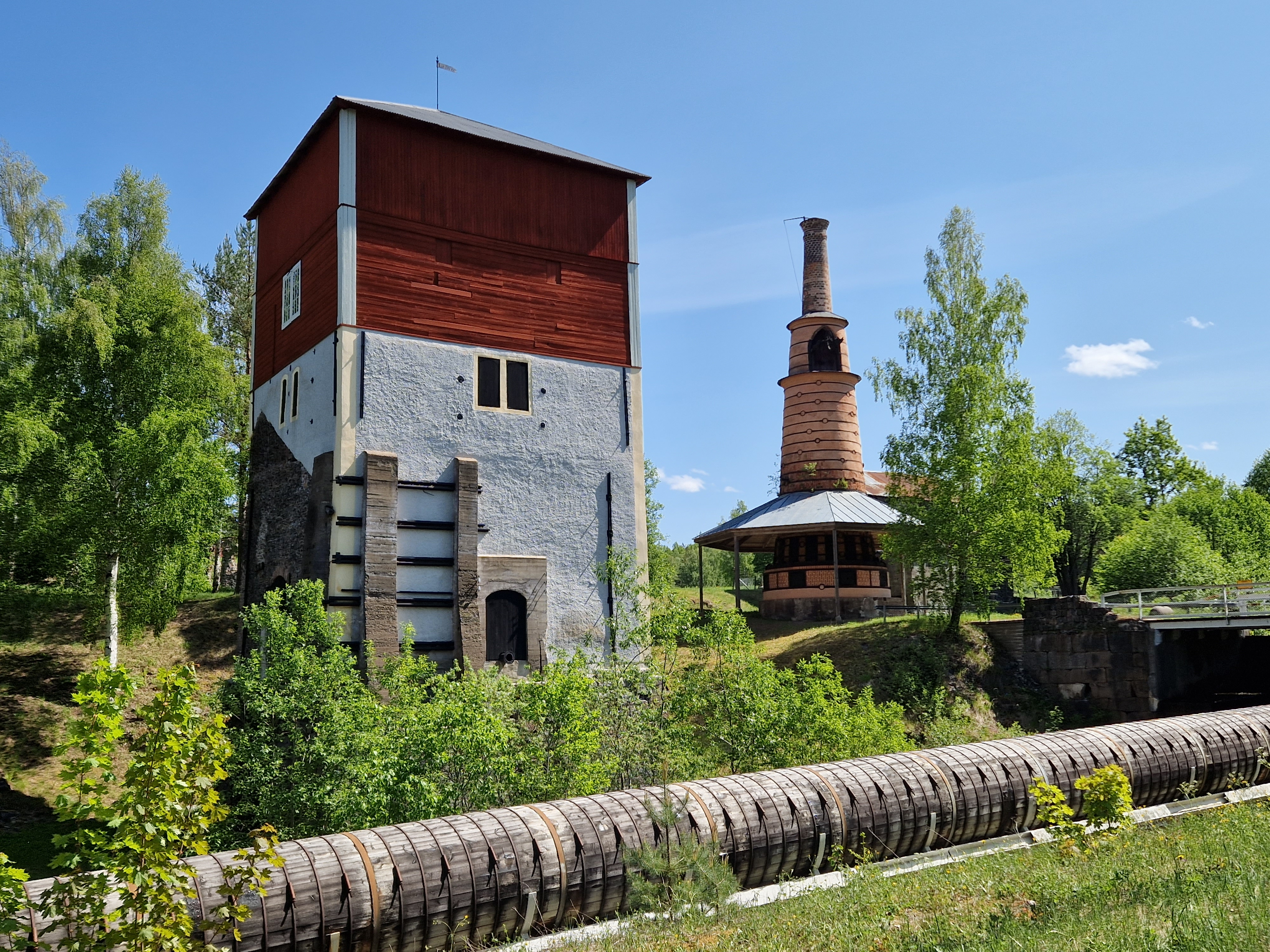
Ulvshyttan

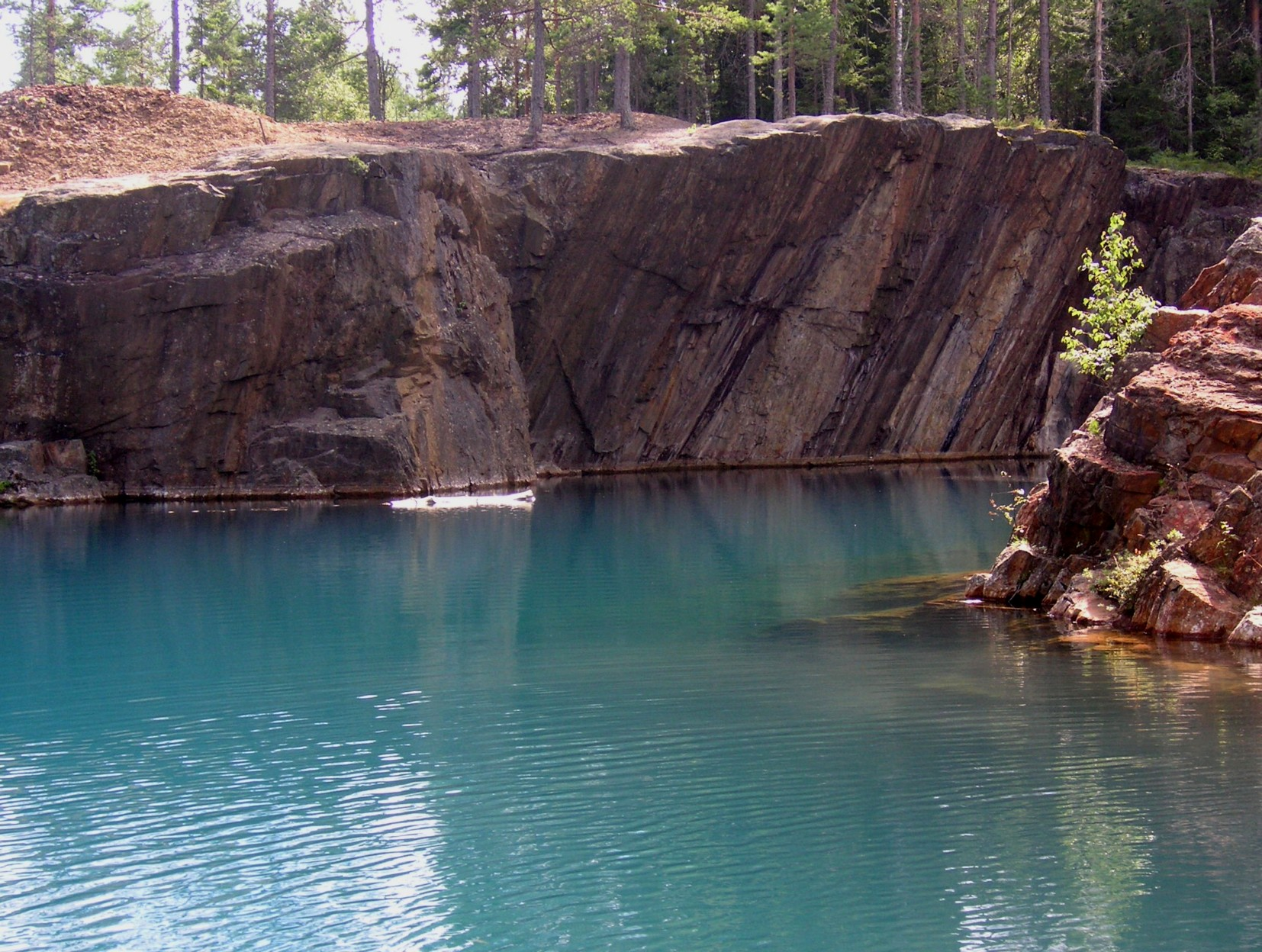
Öster Silvbergs gruva

Silverringen är en kulturslinga i södra Dalarna som går genom Silvbergs samt Säters bergslagsområden och knyter samman sju sevärda bergslagsmiljöer.

## Allmänt
Länsstyrelsens kulturmiljöenhet har i samarbete med Säters kommun och Silvbergs och Säters hembygdsföreningar skyltat och ställt i ordning sju sevärda bergslagsmiljöer; Jönshyttan, Öster Silvbergs gruva, Silvbergs kyrka, Grängshammars bruk, Ulfshyttan, Bispbergs gruva och Sördalens konsthjul.
Ett månghundraårigt bergsbruk i gruvor och hyttor har här format historiska platser i en naturskön omgivning. Genom Silverringen blir en upplevelserik del av Dalarnas bergslagshistoria turistiskt tillgänglig och besökaren får en möjlighet att följa järnets och silvrets väg från gruva till hammare.

## Silverringens sju sevärdheter

### Bispbergs gruva
Bispbergs gruva är ett historiskt gruvfält belägen i Bispberg i Säters kommun. Redan under medeltiden pågick gruvdrift i området, men det var inte förrän under Gustav Vasa som näringen tog fart. Sverige var då i stort behov av pengar och gruvnäringen var högt prioriterad. Vid Bispbergs gruva finns den magnifika, faluröda Vasa-laven från 1889. Här kan man möta en av Sveriges bäst bevarade järngruvemiljöer. Gruvdriften vid Bispberg nedlades 1967. Mellan gruvan och Sördalens konsthjul vid Ljusterån gick ända fram till 1921 en stånggång.

### Sördalens konsthjul
Konsthjulet och konstgången i Sördalen är idag en rekonstruktion av en äldre kraftöverföringsanläggning i Säterdalens naturreservat vid Säter. Här driver vattenkraften från Ljusterån ett vattenhjul med tillhörande konstgång (stånggång). Den första anläggningen uppfördes 1609 för att förse Bispbergs gruva med kraft för uppfordring av malm och för vattenpumpar. Fullt utbyggd hade stånggången en längd av 2,5 kilometer och fanns i drift ända fram till 1921.

### Grängshammars bruk
Grängshammars bruk var ett järnbruk i Silvbergs socken, beläget vid samhället Grängshammar cirka 20 kilometer söder om Borlänge. Verksamheten går tillbaka till 1500-talet och hade sin blomstringstid i början och mitten av 1800-talet. År 1887 lades verksamheten ner och all verksamhet flyttades till Ulvshyttan. Den delvis bevarade anläggningen räknas idag till en av Dalarnas vackraste bruksmiljöer.

### Öster Silvberg
Särskilt sevärd är Öster Silvbergs gruva, där dagbrottets öppna gruvhål numera är fyllt med turkosskimrande vatten. I närheten finns en ödekyrogård med resterna av S:t Nicolai kapell och en minnesplats. Totalt framställdes 91,3 kg silver under åren 1630 till 1920. Gruvans storhetstid var på 1400-talet och i början av 1500-talet då Gustav Vasa tillmätte gruvan stor betydelse. I Jönshyttan smältes på 1500-tal den silvermalm som bröts i gruvan. 

### Silvbergs kyrka
Silvbergs kyrka är en kyrkobyggnad i Säterbygdens församling, Västerås stift. Kyrkan ligger vid sjön Grängen nära Grängshammars bruk och uppfördes 1830–1834. Den ersatte då Sankt Nicolai kapell vid Öster Silvbergs gruva. Kyrkan har huvudsakligen formen av en oktagon, med ett utstickande vapenhus och ett torn med två klockor.

### Jönshyttan
Jönshyttan är en medeltida bergslagsmiljö vid sjön Ljustern strax väster om Säter. I Jönshyttan smältes på 1500-tal den silvermalm som bröts vid Östra Silvbergs gruva. På 1600-talet framställdes även tackjärn på platsen, troligen i en så kallad mulltimmerhytta. Av hyttanläggningen återstår idag bara några slagghögar och husgrunder, bland dem grundstenar efter den rike silvbergsfogden Stig Hanssons timmerhus. 

### Ulvshyttan
Ulvshyttan (äldre stavning Ulfshyttan) är en by och ett före detta järnbruk i Silvbergs socken. Ulvshyttan, som ligger vid södra stranden av Lilla Ulvssjön, är en välbevarad bruksmiljö med anor från 1600-talet. Enligt en sägen anlades den första hyttan på orten av finnen Oluf på 1500-talet, därav ortnamnet vilket ursprungligen ska ha stavats "Olofshyttan". Hyttan hade sin storhetstid på 1700- och 1800-talet. Hyttdriften upphörde 1937, medan gruvbrytning och en hårdmetallfabrik fanns kvar in på 1960-talet. Masugnen renoverades och nyinvigdes år 2019.